# Philipp Hoffmann (Politiker, 1723)
Philipp Heinrich Konstantin Hoffmann (* 13. Januar 1723 in Herborn; † 15. Dezember 1784 in Elberfeld) war Bürgermeister von Elberfeld.
Hoffmann wurde als Sohn des Herborner Kaufmanns Johann Ludwig Hoffmann (1699–1724) und dessen Frau Maria Elisabeth Bödicker geboren. Er selbst kam als Krämer nach Elberfeld und heiratete dort am 23. Januar 1745 Helena aus den Dörnen (1716–1789), mit der er sieben Kinder hatte. Drei Jahre später, am 10. Dezember 1748, erwarb er das Elberfelder Bürgerrecht.
Hoffmann war 1761 und 1764 Gemeinsmann. Er wurde 1764, 1766 und 1768 zum Bürgermeister vorgeschlagen, ohne dass er gewählt worden wäre. Von 1768 bis 1769 war er Ratsmitglied und 1771 wurde er schließlich zum Bürgermeister gewählt. Nach der einjährigen Amtszeit wurde er 1772 Stadtrichter. Anschließend wurde er 1781 noch ein letztes Mal zum Bürgermeister vorgeschlagen, ohne gewählt zu werden.